# エッグピアサー

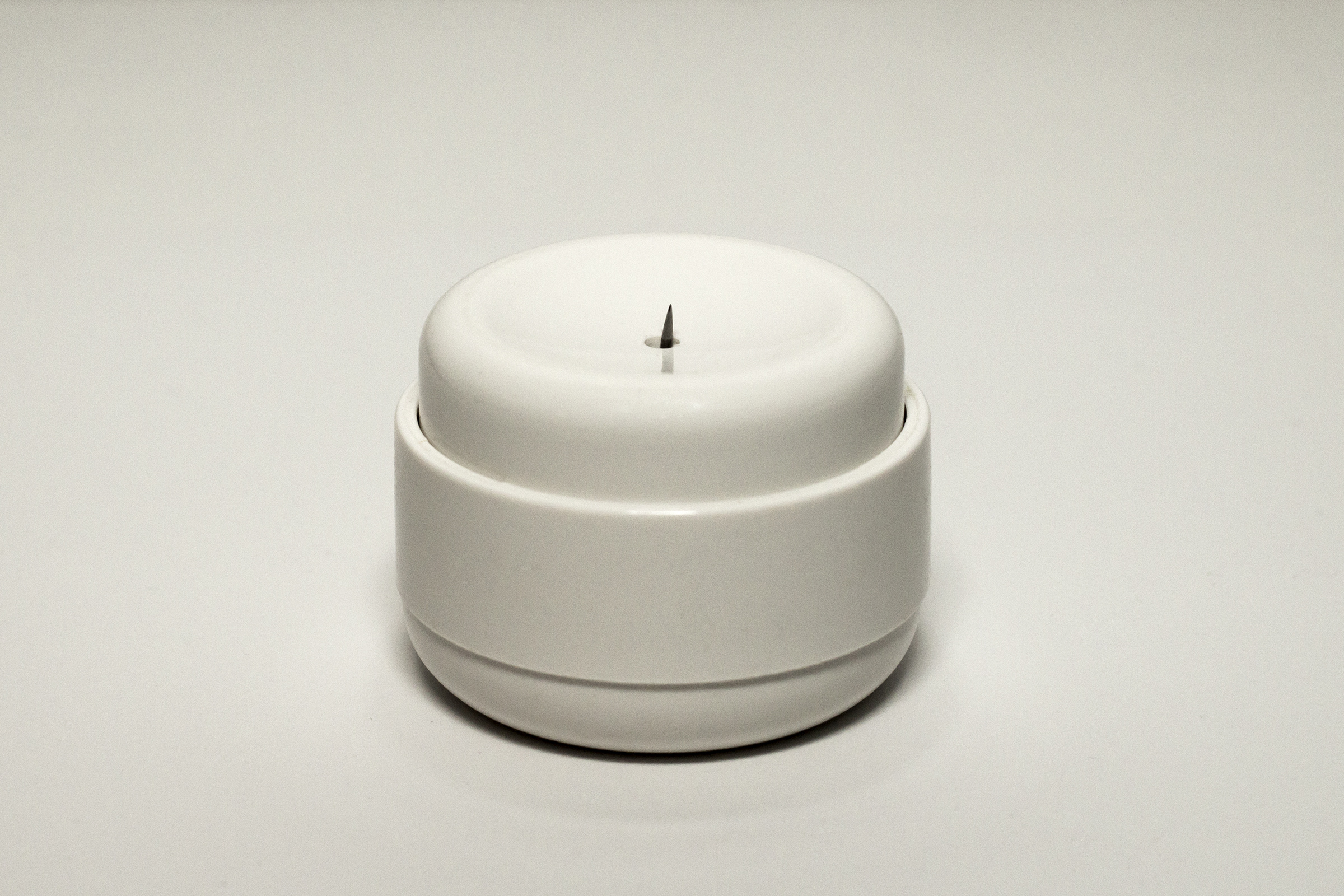
「押し下げる」タイプのエッグピアサー。押し下げてピンを外に出させる。

エッグピアサーは、卵の殻のエアポケットに小さな針で穴を開け、固ゆでの際に殻が割れるのを防ぐための道具。
殻の両端に穴を開けておくと、殻を保存したまま卵を外へ出すことができる（工芸用）。
Paul Pelzelが1966年に発明したと主張されているが、それより古い19世紀のものが存在する。